# Piermont (Nou Hampshire)
Piermont és una població dels Estats Units a l'estat de Nou Hampshire. Segons el cens del 2000 tenia 709 habitants.

## Demografia
Segons el cens del 2000, Piermont tenia 709 habitants, 294 habitatges, i 199 famílies. La densitat de població era de 7,1 habitants per km².
Dels 294 habitatges en un 27,6% hi vivien nens de menys de 18 anys, en un 56,1% hi vivien parelles casades, en un 7,8% dones solteres, i en un 32,3% no eren unitats familiars. En el 25,5% dels habitatges hi vivien persones soles el 8,8% de les quals corresponia a persones de 65 anys o més que vivien soles. El nombre mitjà de persones vivint en cada habitatge era de 2,41 i el nombre mitjà de persones que vivien en cada família era de 2,9.
Per edats la població es repartia de la següent manera: un 23,6% tenia menys de 18 anys, un 6,2% entre 18 i 24, un 28,1% entre 25 i 44, un 28,1% de 45 a 60 i un 14,1% 65 anys o més.
L'edat mediana era de 41 anys. Per cada 100 dones de 18 o més anys hi havia 97,1 homes.
La renda mediana per habitatge era de 38.611$ i la renda mediana per família de 44.531$. Els homes tenien una renda mediana de 30.855$ mentre que les dones 22.143$. La renda per capita de la població era de 22.183$. Entorn del 3,9% de les famílies i el 4,9% de la població estaven per davall del llindar de pobresa.